# Friedrich Carl Hermann Heye
Friedrich Carl Hermann Heye (* 16. September 1870 in Hamburg; † 30. März 1937 ebenda) war ein Hamburger Kaufmann und Unternehmer und von 1917 bis 1918 Präses der Handelskammer Hamburg.

## Familie
Heye stammte aus der Unternehmerfamilie Heye und war der Sohn des Kaufmanns Friedrich Carl Theodor Heye (1832–1916) und dessen Ehefrau Catharina Henriette Heye geb. Focke (1840–1929), Tochter des deutschen Arztes und Naturforschers Gustav Woldemar Focke (1810–1877). Sein Onkel war Ferdinand Heye (1838–1889), der Gründer der Gerresheimer Glashütte. Sein Großvater Caspar Hermann Heye (1792–1864) war ab 1823 Miteigentümer und ab 1842 Alleineigentümer der in der Nähe von Obernkirchen (Schaumburg-Lippe) gelegenen Glashütte Schauenstein. Sein Vater richtete im September 1840 in Hamburg eine Niederlassung dieses Werks ein, gründete dort 1861 die Firma Hermann Heye und nahm auch seinen Wohnsitz in Hamburg.

## Beruflicher Werdegang
Am 31. August 1895 trat Heye mit 24 Jahren als Prokurist in die väterliche Unternehmensgruppe ein und wurde bereits am 1. Januar 1898 Teilhaber. Zu den väterlichen Betrieben gehörten damals außer der Glasfabrik Schauenstein in Obernkirchen, die Glashütte Wendthöhe am Bückeberg bei Stadthagen, die Glashütte Steinkrug am Deister, die Glasfabrik Annahütte in der Niederlausitz und die Heye’sche Glasfabrik in Nienburg/Weser, dazu gab es Niederlassungen in Hamburg, Bremen, Berlin und Leipzig.
Den von seinem Vater von 1900 bis 1901 niedergeschlagenen Arbeitskampf um die Zulassung von Arbeitnehmervertretungen in den Werken in Obernkirchen und Nienburg („Der Kampf gilt König Heye“) beobachtete Friedrich C. H. Heye noch aus dem fernen Hamburg, wo er in dieser Zeit die Geschäfte allein führte. In seine unternehmerische Zeit fiel die Einführung der ersten vollautomatischen Owens-Produktionsmaschinen im Jahr 1906. 1913 konnte Heye zudem eine Glasfabrik in Flensburg erwerben und bis 1914 neue Niederlassungen in Linden bei Hannover und München eröffnen. Nach dem Tod seines Vaters 1916 wurde die von diesem 1888 gegründete F. C. Th. Heye Braunkohlenwerke AG in Annahütte und das Familieneigentum an der Braunkohlengrube Heye in die Personengesellschaft F. C. Th. Heye Braunkohlenwerke GmbH in Annahütte und Wiednitz umgewandelt, in der Heye nunmehr als Aufsichtsratsvorsitzender fungierte.
Die Folgen des Ersten Weltkriegs trafen Heye schwer. Zunächst musste 1928 die Glashütte Steinkrug aufgegeben werden und im Zug der Weltwirtschaftskrise wurden 1931 auch die Glasfabrik in Nienburg und 1932 die Glashütte Wendthöhe bei Stadthagen stillgelegt.
In Hamburg gehörte Heye den Aufsichtsräten der Unternehmen Th. Hartmann & Schultze AG, Blohm + Voss KG und Hamburger Hochbahn-AG sowie der in Lübeck ansässigen Lübeck-Büchener Eisenbahn-Gesellschaft an.

## Ehrenämter
Im Jahr 1900 wurde Heye Mitglied der Handelskammer Hamburg und engagierte sich in deren Gremien bis 1933. Zunächst war er Mitglied der Industriekommission, dort von 1903 bis 1907 stellvertretender Vorsitzender und ab 1907 Vorsitzender. In den Jahren 1911 bis 1914 war er Vizepräses der Handelskammer, das Präsidiat führte er 1917 und 1918. Von 1916 bis 1930 war Heye Vorsitzender der Sektion für gewerbliche und soziale Fragen. Der Deputation für Handel, Schifffahrt und Gewerbe gehörte er in den Jahren 1908 und 1909 sowie 1917 und 1918 an. Die Handelskammer Hamburg vertrat er im Deutschen Handelstag von 1916 bis 1918. Er war Mitglied im Börsenvorstand, in der Börsenkommission, in der Eisenbahnsektion, in den Bezirkseisenbahnräten Altona und Hannover sowie in den Landeseisenbahnräten Hamburg und Preußen (1923 bis 1927). Heye war zudem Mitglied des Elbe-Wasserstraßenbeirats der Reichswasserstraßenverwaltung sowie Mitglied der Hamburger Kommission zur Begutachtung deutscher Kanalprojekte. Heye war von 1909 bis 1914 Mitglied der Verwaltung des Gewerbeschulwesens sowie seit 1922 Mitglied des Beirates des Museums für Kunst und Gewerbe. Auf nationaler Ebene engagierte sich Heye als Vorsitzender der Vereinigung deutscher Flaschenfabrikanten und Mitglied des Hauptausschusses des Verbandes der Glasindustrie Deutschlands.

## Persönliches
Friedrich C. H. Heye heiratete am 6. Mai 1898 Elisabeth Friederike geb. Thomsen (1876–1961), eine Schulfreundin seiner jüngeren Schwester Gustava. Das Kennenlernen und die Hochzeit des Paares wird detailreich geschildert in Erich Rüppels 2017 veröffentlichtem Buch Eine Hamburger Kaufmannsfamilie im 19. Jahrhundert. Leben im Biedermeier und der revolutionären Neuordnung Deutschlands. Mit ihr hatte er fünf Kinder: Margarete (1898–1993), Friedrich Theodor Hermann (1902–1940), Elisabeth (1905–1994), Irmgard (1907–1994) und Friedrich (1912–1994), der nach dem Tod seines Vaters 1937 und dem frühen Tod seines älteren Bruders 1940 das Unternehmen fortführte.

### Ehrungen
- Anlässlich seiner 25-jährigen Kammerzugehörigkeit wurde ihm am 31. Dezember 1925 die Goldene Denkmünze der Hamburger Handelskammer verliehen.
- 1925 verlieh ihm die Stadt Nienburg ihre Ehrenbürgerwürde.